# 塞雷斯特 (上普罗旺斯阿尔卑斯省)
塞雷斯特（法語：Céreste，法語發音：[seʁɛst]）是法国上普罗旺斯阿尔卑斯省的一个市镇，位于该省西南部，属于福卡尔基耶区。

## 地理
塞雷斯特（43°51'21"N, 5°35'14"E）面积32.54 平方千米，位于法国普罗旺斯-阿尔卑斯-蓝色海岸大区上普罗旺斯阿尔卑斯省，该省份为法国东南部内陆省份，北起上阿尔卑斯省，西接沃克吕兹省，西北接德龙省，南至瓦尔省，东临滨海阿尔卑斯省，东北部与意大利接壤。
与塞雷斯特接壤的市镇（或旧市镇、城区）包括：蒙瑞斯坦、雷亚讷、圣克鲁瓦阿洛兹、佩潘代格、圣马丹德卡斯蒂永、维安、吕贝龙地区维特罗勒。
塞雷斯特的时区为UTC+01:00、UTC+02:00（夏令时）。

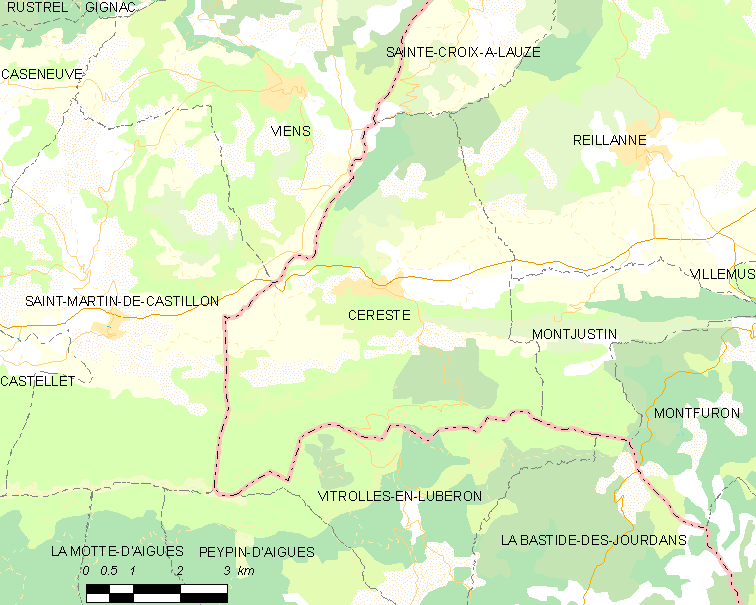
塞雷斯特的OSM定位图

## 行政
塞雷斯特的邮政编码为04280，INSEE市镇编码为04045。

## 政治
塞雷斯特所属的省级选区为雷亚讷县。

## 交通
上普罗旺斯阿尔卑斯省省道D31线和D4100线在塞雷斯特交汇。

## 人口

1962-2008年间塞雷斯特人口变化图示

塞雷斯特于2022年1月1日时的人口数量为1195人。